# 南京市公安局
南京市公安局是南京市人民政府主管南京市全市公共安全工作的南京市人民政府职能部门，是南京市区域内人民警察的领导和指挥机关，接受南京市政府与江苏省公安厅的双重领导。

## 沿革
1949年4月23日，南京解放。4月28日，中国人民解放军南京市军事管制委员会成立，下设公安部，其业务受中共中央社会部指导。1949年5月10日，南京市人民政府成立，5月15日，建立南京市人民政府公安局，与军管会公安部、市委社会部统一建制，合署办公。业务受中共中央华东局社会部（1950年2月改称华东军政委员会公安部）指导。

## 殉职人员
1949到2025期间南京市公安局有71民警和14辅警殉职。